# Courcelles-sur-Blaise
Courcelles-sur-Blaise és un municipi francès situat al departament de l'Alt Marne i a la regió del Gran Est. L'any 2007 tenia 121 habitants.

## Demografia

### Població
El 2007 la població de fet de Courcelles-sur-Blaise era de 121 persones. Hi havia 48 famílies de les quals 16 eren unipersonals (12 homes vivint sols i 4 dones vivint soles), 8 parelles sense fills, 20 parelles amb fills i 4 famílies monoparentals amb fills.
La població ha evolucionat segons el següent gràfic:
Habitants censats

### Habitatges
El 2007 hi havia 65 habitatges, 50 eren l'habitatge principal de la família, 9 eren segones residències i 5 estaven desocupats. 63 eren cases i 2 eren apartaments. Dels 50 habitatges principals, 44 estaven ocupats pels seus propietaris, 5 estaven llogats i ocupats pels llogaters i 1 estava cedit a títol gratuït; 1 tenia una cambra, 7 en tenien tres, 15 en tenien quatre i 28 en tenien cinc o més. 31 habitatges disposaven pel capbaix d'una plaça de pàrquing. A 29 habitatges hi havia un automòbil i a 16 n'hi havia dos o més.

### Piràmide de població
La piràmide de població per edats i sexe el 2009 era:
| Homes | Edats   | Dones |
| ----- | ------- | ----- |
| 0     | 95 o +  | 0     |
| 0     | 90 a 94 | 0     |
| 0     | 85 a 89 | 4     |
| 0     | 80 a 84 | 0     |
| 4     | 75 a 79 | 8     |
| 0     | 70 a 74 | 4     |
| 0     | 65 a 69 | 4     |
| 4     | 60 a 64 | 4     |
| 4     | 55 a 59 | 0     |
| 0     | 50 a 54 | 4     |
| 8     | 45 a 49 | 4     |
| 4     | 40 a 44 | 8     |
| 0     | 35 a 39 | 0     |
| 0     | 30 a 34 | 4     |
| 8     | 25 a 29 | 0     |
| 8     | 20 a 24 | 4     |
| 8     | 15 a 19 | 4     |
| 4     | 10 a 14 | 4     |
| 0     | 5 a 9   | 4     |
| 0     | 0 a 4   | 0     |

## Economia
El 2007 la població en edat de treballar era de 74 persones, 64 eren actives i 10 eren inactives. De les 64 persones actives 53 estaven ocupades (33 homes i 20 dones) i 11 estaven aturades (5 homes i 6 dones). De les 10 persones inactives 3 estaven jubilades, 2 estaven estudiant i 5 estaven classificades com a «altres inactius».

### Ingressos
El 2009 a Courcelles-sur-Blaise hi havia 52 unitats fiscals que integraven 130 persones, la mediana anual d'ingressos fiscals per persona era de 14.235 €.

### Activitats econòmiques
Dels 2 establiments que hi havia el 2007, 1 era d'una empresa de construcció i 1 d'una empresa de comerç i reparació d'automòbils.
L'únic servei als particulars que hi havia el 2009 era una lampisteria.
L'any 2000 a Courcelles-sur-Blaise hi havia 3 explotacions agrícoles.

## Poblacions més properes
El següent diagrama mostra les poblacions més properes.